# Хань Куо-Хуан
Хань Куо-Хуан (кит. трад.: 韓國鐄; піньїнь: Hán Guóhuáng) — американський етномузиколог і музикант китайського походження.

## Молодість і освіта
Хан народився в Сямені у 1936 році, виріс на Тайвані. Ступінь бакалавра отримав на Тайвані. У 1960 році він допоміг Елізабет (Віттінгтон) Ованесс, дружині американського композитора Алана Ованесса, отримати записи китайської та тайванської музики під час її поїздки на Тайвань, а в 1962 році працював перекладачем композитора Лу Гаррісона.

### США
Згодом Хан переїхав до Сполучених Штатів і отримав громадянство США. Він здобув ступінь магістра та доктора філософії. здобув ступінь Північно-Західного університету та понад 30 років пропрацював професором музики в Університеті Північного Іллінойсу в Декалбі, штат Іллінойс, вийшовши на пенсію у 2003 році. Зараз він є професором музики в Університеті Кентуккі в Лексінгтоні, штат Кентуккі.
Він спеціалізується на китайській музиці, а також на гамелані (як балійському, так і яванському) і керує цими ансамблями, раніше в Азійському ансамблі Університету Північного Іллінойсу, а тепер в Університеті Кентуккі. Його китайський музичний ансамбль з Університету Північного Іллінойсу, створений наприкінці 1970-х років, був першим подібним ансамблем в північноамериканському університеті та гастролював Сполученими Штатами та Східною Азією.
Хан приділяє особливу увагу темі музичної освіти, зокрема методам викладання азійської музики. Його наукова діяльність охоплює численні публікації як китайською, так і англійською мовами. Він є автором дванадцяти книг і безлічі статей, опублікованих у наукових журналах, музичних довідниках та навчальних посібниках. Його роботи відіграють важливу роль у поширенні знань про азійську музику та її інтеграцію в освітні програми.
Хан живе в Лексінгтоні, штат Кентуккі.

### Писання
- 1974 - Використання Маріанських антифонів у ренесансних мотетах . доктор філософії дисертація. Еванстон, Іллінойс: Північно-Західний університет.
- 1992 - Левовий рик: китайські ансамблі ударних інструментів Луогу . Набір книги та дисків. Денбері, Коннектикут: World Music Press.

### Дискографія
- 1981 – Захід зустрічається зі Сходом: китайська та балійська музика. Виконує Азійський музичний ансамбль, Університет Північного Іллінойсу; Хань Куо-Хуан, режисер. LP. Нью-Йорк: Folkways Records. Запис зроблено в концертному залі, Музичний корпус, Університет Північного Іллінойсу, Декалб. Сторона 1, смуга 1, і сторона 2, смуга 1, були записані в грудні 1980 року; всі інші твори були записані в грудні 1978 року.

## Зовн. посилання
- Сторінка Han Kuo-Huang із сайту університету Кентуккі